# 麥可·康寧漢
麥可·康寧漢 （英語：Michael Cunningham，1952年11月6日—），美國當代作家、编剧。

## 生平
康寧漢生於美國俄亥俄州的辛辛那提市。在加州的帕萨迪纳長大，大學時在加州史丹福大學主修英國文學，畢業後拿到Michener Fellowship獎學金，接著在爱荷华州立大学讀藝術創作碩士。碩士期間曾在《亞特蘭大月刊》與《巴黎月刊》上发表文章，現居住在紐約市，並在美國麻州普文斯鎮藝術工作中心與布鲁克林学院任教。
雖然康寧漢是同性戀者，亦與同性伴侶同居十年以上，但他希望他不會‘只是’一個“同性戀作家”，而希望所有人都能欣賞他的作品。

## 作品

### 小說
- 《金州》－ Golden States，1984年
- 《白天使》－ White Angel，1989年
- 《末世之家（英语：A_Home_at_the_End_of_the_World）》－ A Home at the End of the World，1990年
- 《血與肉》－ Flesh and Blood，1995年
- 《家族》－ Kindred，1995年
- 《时时刻刻（英语：The Hours (novel)）》－ The Hours，1998年
- Specimen Days（英语：Specimen Days），2005年
- By Nightfall（英语：By Nightfall），2010年

### 非小說
- 《領土邊境：普罗温斯敦散步》－ Land's End: A Walk through Provincetown，2002年，非小說。Provinceton是麻省一著名的同性恋者聚集地。

## 電影

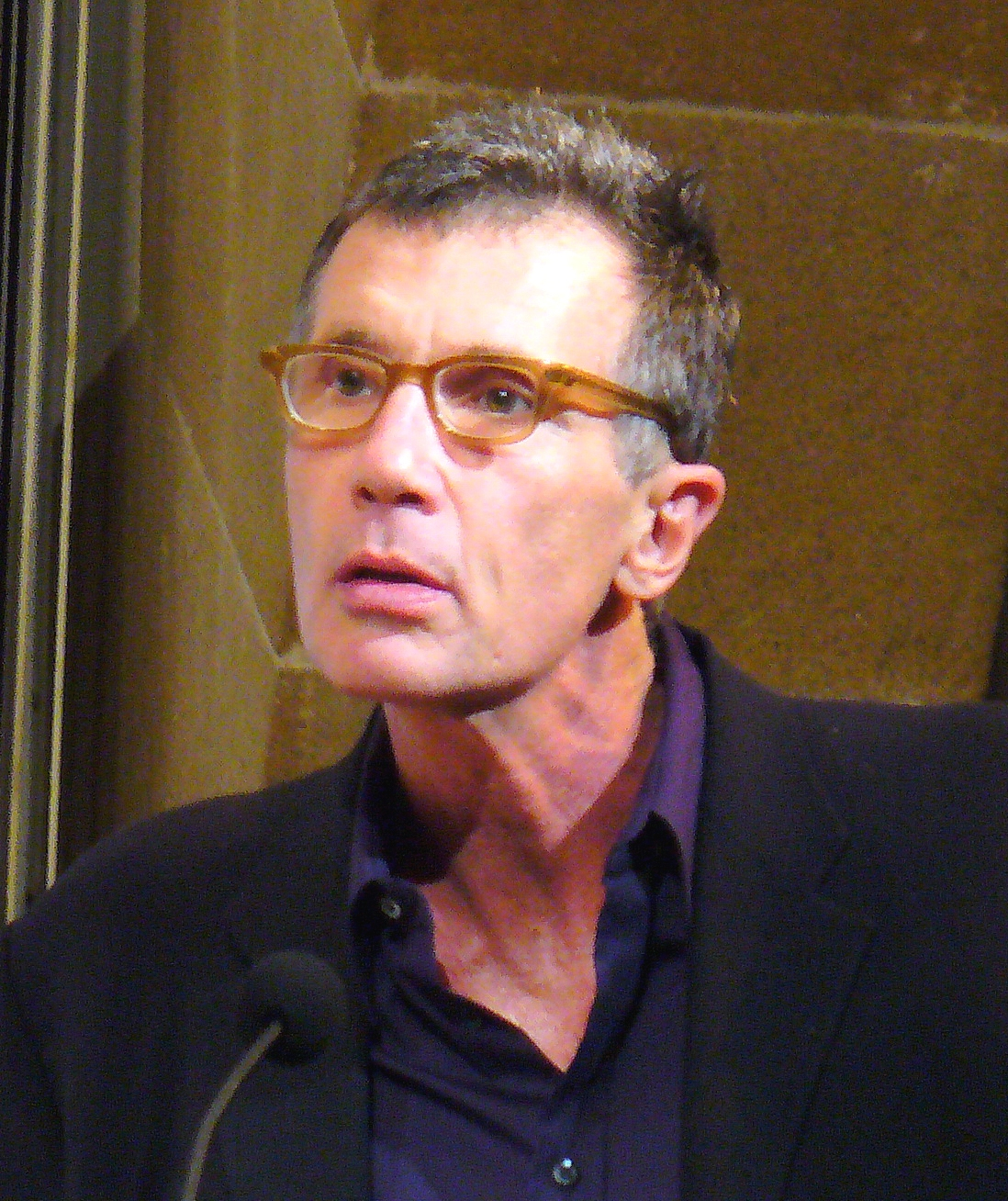
麥可·康寧漢

康寧漢有兩部作品被改編成電影，分別是《時時刻刻》及《末世之家》。
改編自《時時刻刻》的同名電影在2002年上映，由斯蒂芬·达尔德里執導，妮可·基嫚、茱莉安·摩爾及梅麗·史翠普主演。此片榮獲第60屆金球獎最佳剧情片，妮可·基嫚亦贏得金球獎劇情片最佳女主角及第75屆奧斯卡最佳女主角奖。
改編自《末世之家》的同名電影則在2004年推出。

## 得獎
- 美國最佳短篇小說選－1989年《白天使》
- 古根海姆奖－1993年
- 懷丁作家獎（英语：Whiting_Awards）－1995年《血與肉》
- 美國國家藝術基金會獎助金（National Endowment for the Arts）－1998年
- 普立茲文學獎最佳小說－1999年《時時刻刻》
- 美國筆會/福克納小說獎（英语：PEN/Faulkner_Award_for_Fiction）－1999年《時時刻刻》
- 石牆图书獎－1999年《時時刻刻》

## 外部連結
- Michael Cunningham's website
- 麥可·康寧漢在互联网电影资料库（IMDb）上的資料（英文）
- 2004 article by Randy Shulman（页面存档备份，存于） from Metro Weekly
- Yale University English Department faculty profile（页面存档备份，存于）
- Audio: Michael Cunningham in conversation with Margaret Atwood at the Key West Literary Seminar, 2007（页面存档备份，存于）
- literati.net